# کوئبا د آگردا
کوئبا د آگردا (به اسپانیایی: Cueva de Ágreda) یک دهستان در اسپانیا است که در سریا واقع شده‌است.

## خصوصیات
کوئبا د آگردا ۲۹ کیلومترمربع مساحت و ۹۵ نفر جمعیت دارد.